# Calliroe (astronomia)
Calliroe, o Giove XVII, è un satellite naturale minore tra i più esterni del pianeta Giove. È stato scoperto nell'ottobre 1999 da una squadra di ricerca del progetto Spacewatch.
La sonda New Horizons ha ripreso alcune immagini di Calliroe durante un test del 10 gennaio 2001.

## Dati storici
Il corpo è stato scoperto al Kitt Peak National Observatory da una squadra di ricerca del progetto Spacewatch, composta da Jim Scotti, Tim Spahr, Robert McMillan, Jeff Larsen, Joe Montani, Arianna Gleason e Tom Gehrels su immagini riprese dal 6 ottobre al 4 novembre 1999 e fu inizialmente ritenuto un asteroide e designato 1999 UX18. Il 18 luglio 2000 Tim Spahr scoprì che l'oggetto in questione orbitava in realtà attorno a Giove, rendendolo a tutti gli effetti un nuovo satellite del gigante gassoso con la designazione S/1999 J 1. Fu il 17º satellite confermato di Giove.

## Denominazione
L'Unione Astronomica Internazionale ha attribuito al satellite il nome di Calliroe (dal greco Καλλιρρόη = Kallirròe), figlia di Oceano e Teti secondo la mitologia greca. Il corpo era in precedenza noto con la designazione provvisoria asteroidale 1999 UX18 e, in seguito, con quella satellitare S/1999 J 1.

## Parametri orbitali
In virtù dei suoi parametri orbitali Calliroe è comunemente considerato un membro del gruppo di Pasifae, che si compone dei satelliti gioviani irregolari e retrogradi con semiassi maggiori compresi fra 22,8 e 24,1 milioni di chilometri, e con inclinazioni orbitali comprese fra 144,5° e 158,3°.
È un satellite irregolare che si muove con direzione e moto retrogrado in una delle orbite più esterne di Giove, che lo porta ad una distanza media di 24,1 milioni di km. L'orbita ha un'inclinazione di 141° rispetto all'eclittica e di 140° rispetto all'equatore gioviano, un'eccentricità di 0,28 e viene percorsa in 758 giorni. Il satellite fu probabilmente catturato molto tempo fa da un'orbita eliocentrica e l'attrazione gravitazionale solare rende tuttora la sua orbita molto erratica.

## Caratteristiche fisiche
Ha un diametro stimato in circa 8,6 km e una magnitudine apparente di 20,7 che lo rende persino meno luminoso del pianeta nano Eris che ha una magnitudine di 18,7. Giove è 2,5 milioni di volte più brillante di Calliroe.